# Stigmacros
Stigmacros är ett släkte av myror. Stigmacros ingår i familjen myror.

## Bildgalleri

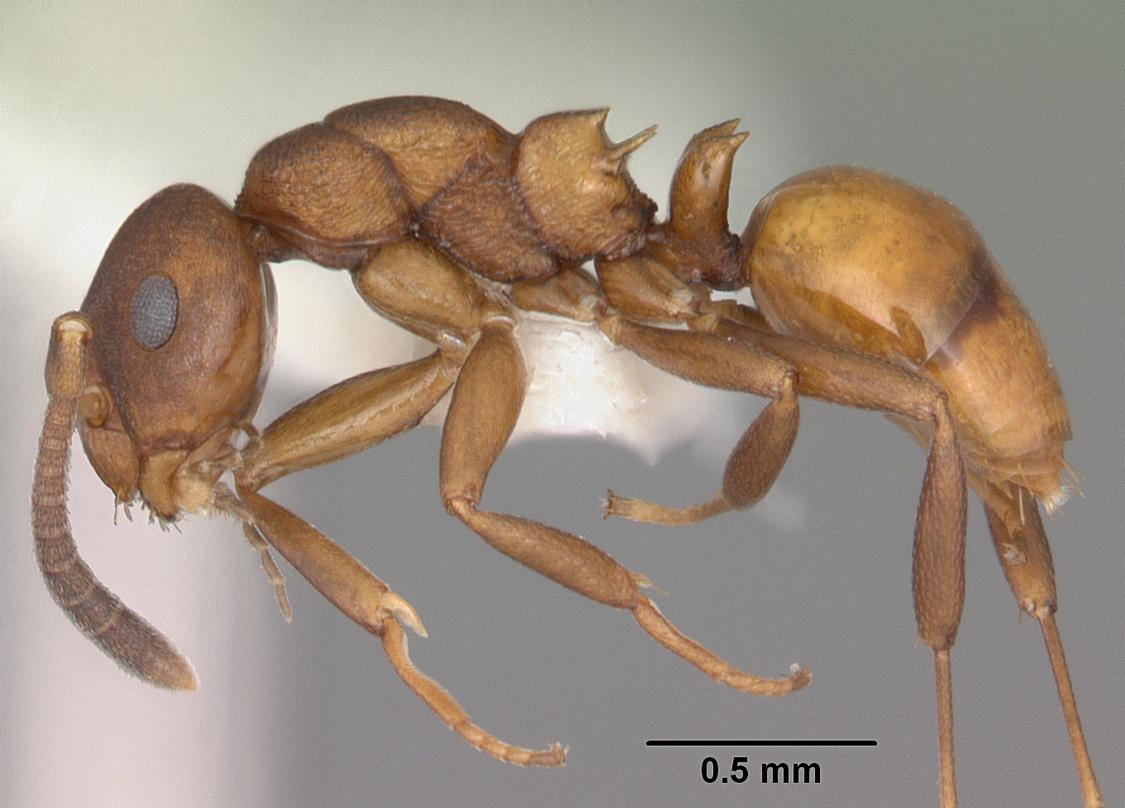
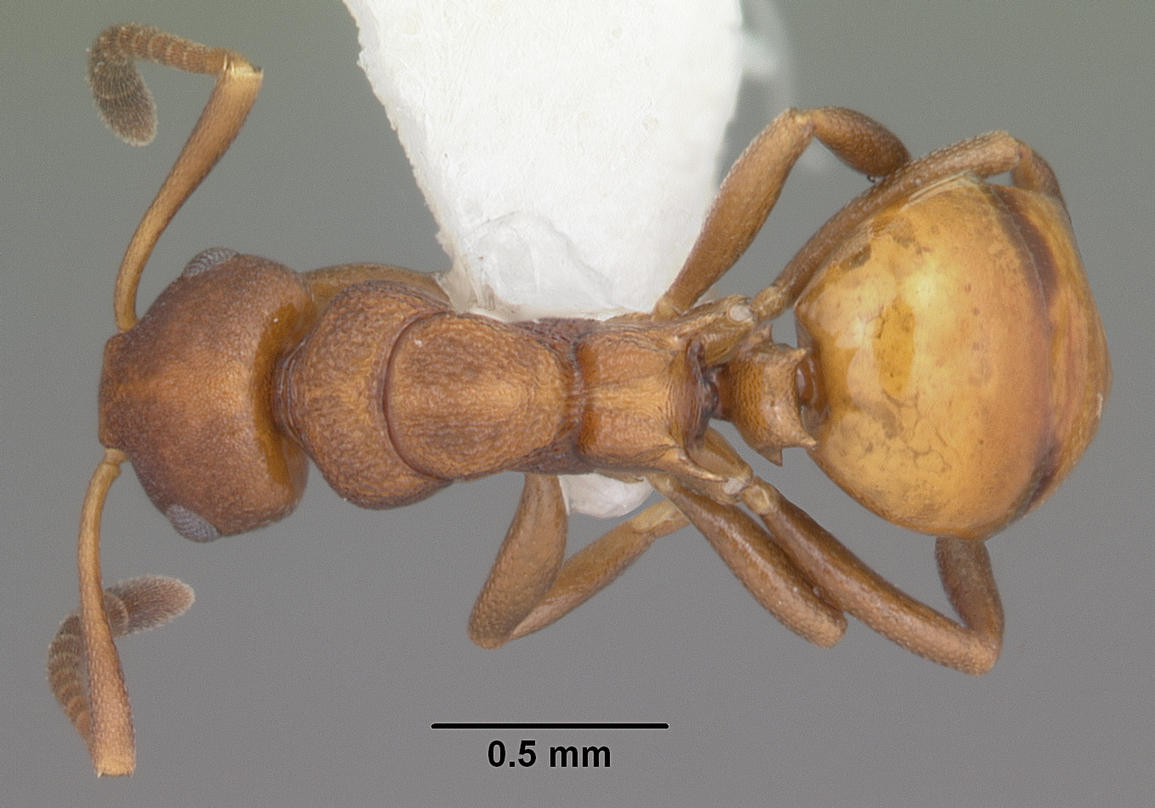

## Dottertaxa tillStigmacros, i alfabetisk ordning[1]
- Stigmacros aciculata
- Stigmacros acuta
- Stigmacros aemula
- Stigmacros anthracina
- Stigmacros armstrongi
- Stigmacros australis
- Stigmacros barretti
- Stigmacros bosii
- Stigmacros brachytera
- Stigmacros brevispina
- Stigmacros brooksi
- Stigmacros castanea
- Stigmacros clarki
- Stigmacros clivispina
- Stigmacros debilis
- Stigmacros elegans
- Stigmacros epinotalis
- Stigmacros extreminigra
- Stigmacros ferruginea
- Stigmacros flava
- Stigmacros flavinodis
- Stigmacros fossulata
- Stigmacros froggatti
- Stigmacros glauerti
- Stigmacros hirsuta
- Stigmacros impressa
- Stigmacros inermis
- Stigmacros intacta
- Stigmacros lanaris
- Stigmacros major
- Stigmacros marginata
- Stigmacros medioreticulata
- Stigmacros minor
- Stigmacros nitida
- Stigmacros occidentalis
- Stigmacros pilosella
- Stigmacros proxima
- Stigmacros punctatissima
- Stigmacros pusilla
- Stigmacros rectangularis
- Stigmacros reticulata
- Stigmacros rufa
- Stigmacros sordida
- Stigmacros spinosa
- Stigmacros stanleyi
- Stigmacros striata
- Stigmacros termitoxena
- Stigmacros wilsoni